# GO Andromedae
Désignations
GO Andromedae, également désignée HD 4778 ou HR 234, est une étoile variable de type Alpha2 Canum Venaticorum de la constellation d'Andromède. Sa magnitude apparente est de 6,13. Elle se situe à environ 350 années-lumière de la Terre, déterminée à partir de son décalage de la parallaxe annuel de 9,32 mas.
GO Andromedae est une étoile Ap de type spectral A3VpSiSrCrEuKsn, montrant des particularités chimiques dans son spectre, avec notamment une surabondance marquée du strontium, du chrome et de l'europium. Elle a un champ magnétique qui varie entre +1 400 et −1 100 G. Cette variabilité modulée par la rotation permet de déterminer directement sa période de rotation, qui est de 2,561 6 jours.
GO Andromedae a une masse de 2,24 M☉ et un rayon de 2,36 R☉. Sa luminosité est de 35 L☉ et sa température effective est de 9 375 K.